# Bataille de Marathon
Vous lisez un « bon article » labellisé en 2010.
Pour les articles homonymes, voir Bataille de Marathon (homonymie) et Marathon.
Cet article concerne la bataille. Pour le film, voir La Bataille de Marathon.
Guerres médiques
Batailles
- Ladé
- Marathon
- Thermopyles
- Artémision
- Salamine
- Platées
- Mycale
- Eurymédon

La bataille de Marathon (en grec ancien : Μάχη τοῦ Μαραθῶνος) est un épisode de la première guerre médique en 490 av. J.-C., ayant opposé un débarquement perse aux hoplites athéniens et platéens qui remportèrent la victoire. Elle se déroule sur la plage de Marathon, sur la côte est de l'Attique, à proximité d'Athènes.
À la suite de la révolte de l'Ionie, Darius décide de châtier les cités grecques qui avaient apporté leur aide à ses sujets rebelles. Après avoir pris Naxos et Érétrie, l'expédition perse, sur les conseils d'Hippias qui espère reprendre le pouvoir à Athènes, débarque sur la plage de Marathon. Après cinq jours de face-à-face, la phalange athénienne et platéenne écrase l'infanterie perse qui prend la fuite et rembarque au prix de lourdes pertes. L'armée grecque se replie alors rapidement sur Athènes pour empêcher le débarquement de l'autre partie du corps expéditionnaire perse à Phalère.
Cette victoire met fin à la première guerre médique. Une nouvelle attaque a lieu dix ans plus tard sous la direction de Xerxès. La bataille de Marathon joue un rôle politique important avec l'affirmation de la puissance athénienne (le modèle démocratique athénien s'affirme dix ans plus tard après Salamine) et le début de grandes carrières pour les chefs militaires athéniens tels Miltiade ou Aristide.
Marathon reste une des batailles les plus connues de l'Antiquité, notamment grâce aux commémorations qu'elle a suscitées, telles que la course du marathon inventée à l'occasion des Jeux olympiques de 1896 à Athènes.

## Sources
La principale source sur la bataille de Marathon est l'historien grec antique Hérodote qui dans ses Histoires (ou Enquête) datées de 445 av. J.-C. entreprend de raconter les guerres médiques, des origines aux événements eux-mêmes afin de les « préserver de l'oubli ». Les historiens suivants, comme Thucydide, le critiquent en lui reprochant son manque de rigueur. Cette vision se perpétue jusqu'au XXe siècle. Puis, les découvertes archéologiques de ce siècle viennent confirmer la version des faits d'Hérodote, et aujourd'hui rares sont les historiens contemporains qui continuent à estimer qu'il a inventé la majorité de son récit.
La Bibliothèque historique de Diodore de Sicile (Ier siècle de notre ère) est l'autre grande source antique sur la bataille. Il tire ses informations en partie d'un ouvrage antérieur, d'Éphore de Cumes. On trouve aussi des allusions dans les travaux de Plutarque, Ctésias, Eschyle, ou encore Cornélius Népos.

## Contexte

Carte du monde grec au moment des guerres médiques.

Les auteurs antiques faisaient remonter les origines de la première guerre médique à la révolte de l'Ionie mais elle s'inscrit en fait dans le vaste mouvement expansionniste de l'Empire perse. Darius a ainsi déjà mis le pied en Europe avec la conquête de la Thrace et la soumission du royaume de Macédoine qui est forcé de rallier l'alliance perse. Cependant, la révolte ionienne porte une menace directe sur l'intégrité de l'Empire et Darius est décidé à châtier tous ceux qui s'y sont trouvés impliqués, donc les cités de l'Égée et de la Grèce continentale. Athènes et Érétrie ont envoyé 25 trières aider les cités d'Asie Mineure tandis qu'un corps expéditionnaire ravage Sardes avant de se replier et d'être vaincu à Éphèse par le satrape Artapherne, frère de Darius. En 494 av. J.-C., après six ans de conflit, Darius finit d'écraser les cités rebelles. Puis, les Perses soumettent par la force ou la diplomatie les îles de la mer Égée. De nombreuses cités du continent ont reçu des ambassades de Darius Ier demandant leur soumission et s'y sont pliées. Athènes et Sparte ont refusé et même, selon Hérodote, mis à mort les émissaires,,.
Fin 491 av. J.-C. ou début 490 av. J.-C., une expédition navale de 600 trières, menée par Artapherne II, fils du satrape de Lydie, et Datis est envoyée pour écraser les insoumis. Naxos est pillée et ses temples brûlés. Puis la flotte fait voile vers Érétrie qui est prise après sept jours de siège. Elle est incendiée et sa population réduite en esclavage. Les 4 000 clérouques athéniens envoyés à son secours ont dû prendre la fuite. L'expédition se tourne ensuite vers Athènes et suit les conseils d'Hippias, l'ancien tyran athénien déposé vingt ans auparavant et qui espère reprendre le pouvoir grâce à ses partisans au sein de la cité. Il conseille aux Perses d'aborder par la plage qui borde la plaine de Marathon à 38 kilomètres d'Athènes, longue de quatre kilomètres environ et adaptée aux manœuvres de cavalerie,,,,.

## Date de la bataille
Hérodote donne une date dans le calendrier luni-solaire dont chaque cité grecque utilisait une variante. Des calculs astronomiques permettent d’obtenir une date dans le calendrier julien proleptique. En 1855, August Böckh a déterminé la date du 12 septembre en -490, et c’est la date communément admise. Le 12 étant le jour du débarquement des troupes, l'affrontement en lui-même aurait donc eu lieu le 17 septembre. Selon un autre calcul, il est possible que le calendrier spartiate ait eu un mois d’avance sur le calendrier athénien, auquel cas il faudrait retenir la date du 12 août. Cependant, les Grecs ont choisi de faire commencer les célébrations du 2 500e anniversaire de la bataille dès le 1er août pour culminer en septembre.

## Bataille

### Prélude
L'armée athénienne, sous le commandement de Miltiade le Jeune, le général athénien le plus expérimenté contre les Perses, est envoyée bloquer les sorties de la plaine de Marathon pour empêcher l'armée perse de s'avancer dans les terres. En parallèle, Phidippidès, un coureur messager, est envoyé demander des renforts à Sparte. Mais, la cité laconienne célèbre alors les Karneia qui impliquent une trêve militaire jusqu'à la pleine lune suivante. Les forces spartiates ne peuvent partir qu'après un délai de dix jours. Les Athéniens qui viennent de recevoir le renfort d'un petit contingent de Platées sont donc quasiment seuls,.
Les deux armées se font face pendant cinq jours. L'attente joue en faveur d'Athènes car chaque jour qui passe rapproche l'arrivée des renforts spartiates.

### Forces en présence et tactiques

#### Forces

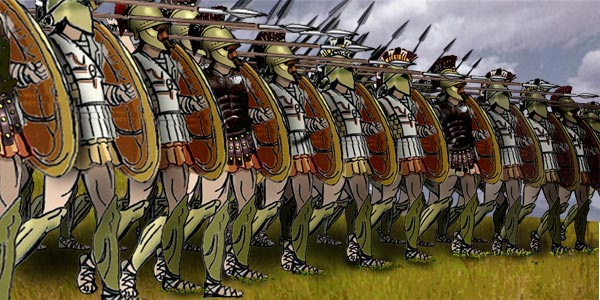
Dessin moderne de la formation en phalange employée par les hoplites grecs.

Hérodote ne quantifie pas les forces grecques. Cornélius Népos, Pausanias et Plutarque donnent tous 9 000 Athéniens et 1 000 Platéens. Justin compte 10 000 Athéniens et 1 000 Platéens. Ces nombres, équivalents à ceux donnés pour la bataille de Platées, semblent donc probables. Ils sont généralement acceptés par les historiens contemporains,,. L'armement des Grecs est celui d'une infanterie lourde : les hoplites athéniens et leurs alliés platéens sont protégés par un casque, un bouclier, une cuirasse, des jambières et des brassards en airain. S'y ajoutent une épée, une longue lance et un bouclier de peau et de lames de métal. Enfin les hoplites combattent en rangs serrés (selon la formation de la phalange), leurs boucliers formant devant eux une muraille,. Des esclaves athéniens furent libérés peu avant la bataille pour servir d'infanterie légère, de frondeurs et de lanceurs de javelots. Leur nombre et leur rôle durant la bataille n'est pas connu car les faits et gestes d'esclaves n'étaient pas jugés dignes d'être rapportés par les auteurs anciens.
Les troupes athéniennes sont dirigées par dix stratèges (un pour chaque tribu) sous l'autorité militaire et religieuse d'un polémarque, Callimaque. Chaque stratège commande l'armée pendant une journée, à tour de rôle. Cependant, il semblerait qu'à chaque fois, les stratèges aient confié le commandement à un seul d'entre eux, Miltiade. Il connaît la faiblesse de l'armée perse pour avoir combattu avec elle lors de la campagne de Darius contre les Scythes.
L'armée perse est commandée par les généraux Artapherne, un neveu de Darius, à la tête de l'armée de terre, et Datis, amiral de la flotte. Selon Hérodote, la flotte perse est composée de 600 trières, mais il se contente de dire que l'infanterie est nombreuse. Simonide de Céos évalue le corps expéditionnaire perse à 200 000 hommes. Pour Cornélius Népos, les Perses ont 200 000 fantassins dont 100 000 ont été envoyés avec la flotte attaquer Athènes en contournant le cap Sounion et 10 000 cavaliers. Plutarque, Pausanias et la Souda estiment tous la force perse à 300 000 hommes. Platon et Lysias vont jusqu'à 500 000 hommes tandis que Justin monte à 600 000 soldats perses. Les historiens modernes proposent une fourchette entre 20 000 et 100 000 hommes avec plus ou moins un consensus pour 25 000 fantassins et 1 000 cavaliers,,,. Pour l'historien de la Perse Pierre Briant, leurs effectifs sont impossibles à quantifier mais l'armée de Datis était de toute façon « de faible ampleur ». Cette armée est composée de soldats d'origines différentes, ne parlant pas les mêmes langues et n'ayant pas l'habitude de combattre ensemble. De plus l'armement perse, avec des boucliers en osier et des piques courtes, rend les fantassins perses vulnérables dans les combats au corps à corps.

#### Stratégie

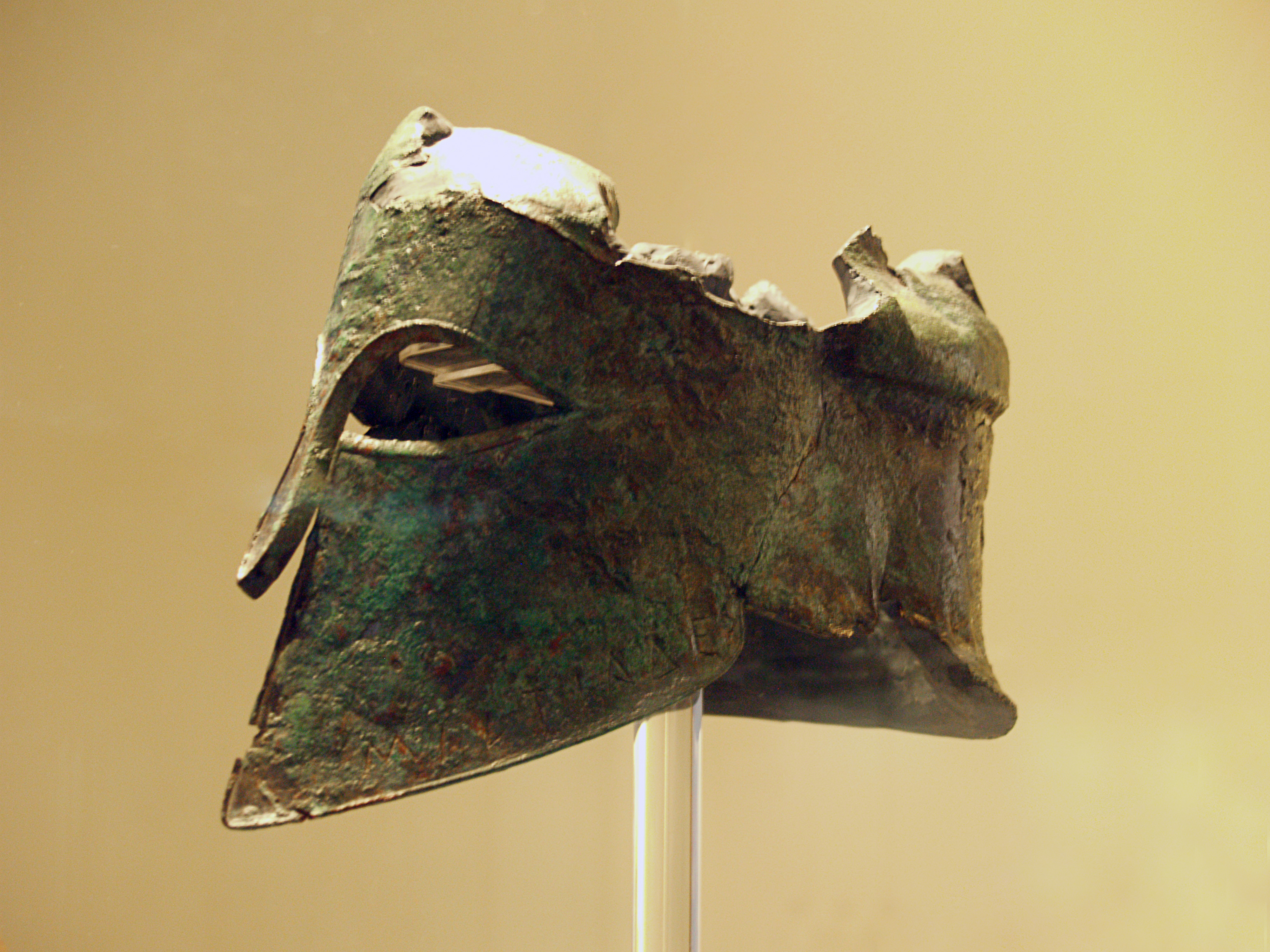
Casque de Miltiade. Ce casque, gravé au nom de ΜΙLTIAΔES, a été offert au temple de Zeus à Olympie par Miltiade pour consacrer la victoire de Marathon.

Les stratégies des armées grecque et perse ne sont pas connues avec certitude, les écrits des auteurs anciens étant parfois contradictoires, et plusieurs hypothèses sont possibles. Les mécanismes du déclenchement de la bataille découlant de ces différentes possibilités, ceux-ci ne sont également que des conjectures.
Les Athéniens n'ont pas attendu derrière les remparts de la cité, mais se sont rendus à la rencontre de l'ennemi. Ils sont rejoints sur place par leurs alliés platéens. Ils sont en position défavorable à Marathon : ils ont dû mobiliser tous les hoplites disponibles, et sont, malgré tout, en infériorité numérique (au moins à un contre deux),.
De plus, ils ont dû dégarnir la défense de la cité. S'ils sont pris à revers, ils en sont coupés, tandis que toute attaque contre celle-ci ne rencontrerait aucune résistance. Toute défaite à Marathon signifierait aussi l'anéantissement total de l'armée athénienne. Les Athéniens doivent donc bloquer les Perses sur la plage de Marathon, en les empêchant d'en sortir et éviter d'être débordés sur les flancs. Ils ont réalisé le premier objectif. Ils n'ont donc pas besoin de déclencher la bataille trop tôt. Par ailleurs, les hoplites étant vulnérables face à la cavalerie, dont disposent les Perses, toute attaque est risquée,. Le camp grec est protégé sur les flancs par un petit bois ou par un abattis de pieux (selon les traductions), réalisant ainsi le second objectif,. Cette hypothèse semble donc contredire la version d'Hérodote, selon laquelle Miltiade aurait souhaité attaquer le plus tôt possible.
La stratégie des Perses reste elle aussi hypothétique. Selon E. Lévy, ils souhaitent vider la cité de ses défenseurs, les fixer à Marathon, en débarquant la moitié de leurs troupes et contourner les hoplites pour prendre Athènes par la mer, ses portes ouvertes par les hommes d'Hippias. C'est une des raisons pour lesquelles, bien qu'en supériorité numérique, les Perses n'auraient pas immédiatement attaqué. Une autre est qu'ils se méfient des hoplites, beaucoup plus puissants que leur infanterie légère. Une partie des troupes perses, y compris la cavalerie, pourrait donc avoir rembarqué, avec pour objectif Phalère, afin d'atteindre rapidement l'acropole d'Athènes. Les troupes restantes auraient alors franchi le Charadra, le petit ruisseau qui traverse la plaine de Marathon avant de se perdre dans des marais littoraux, afin d'empêcher le retour des forces grecques vers la cité.

#### Tactique

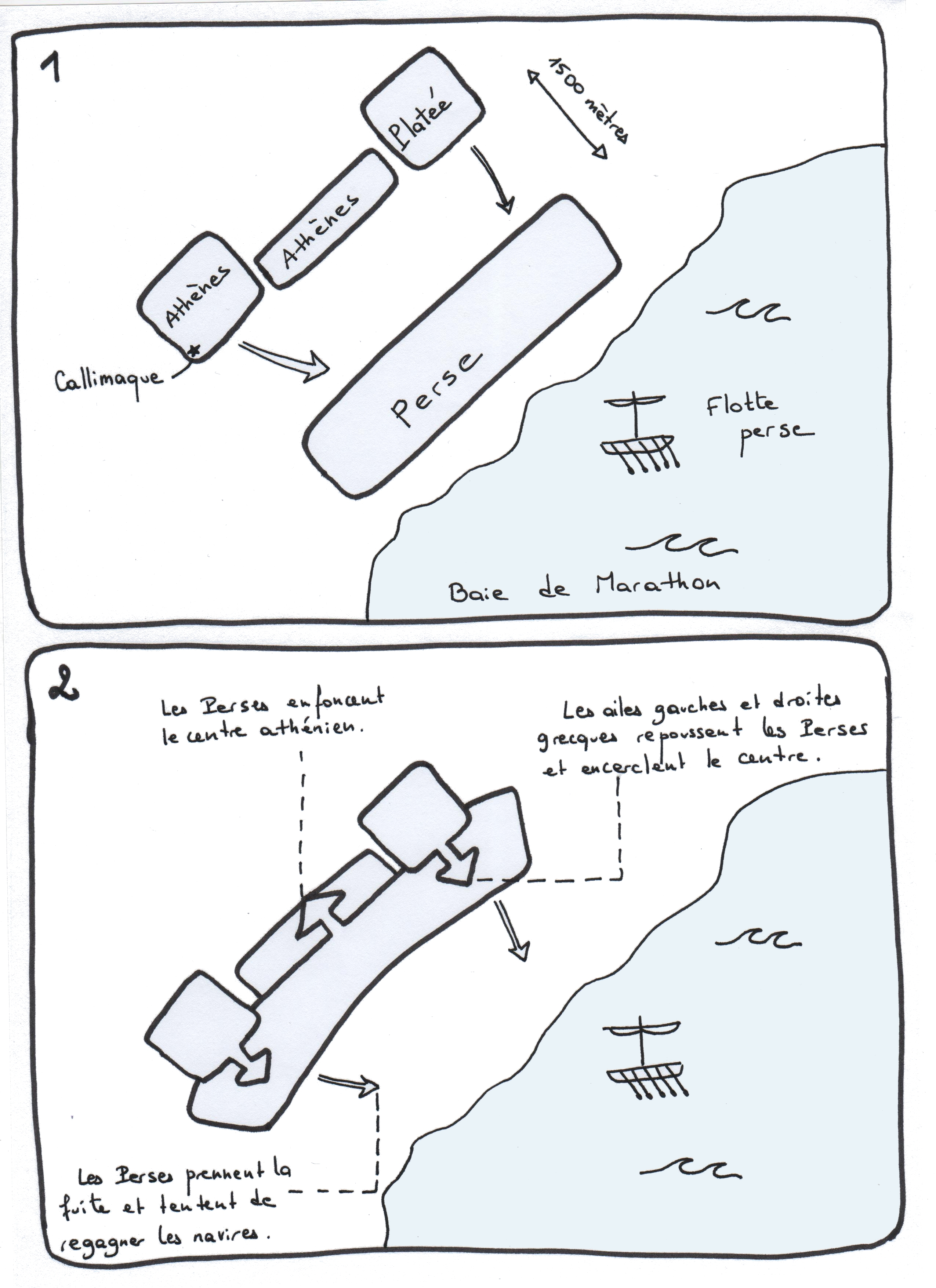
Carte du déroulement de la bataille de Marathon.

Avant la bataille, les armées sont séparées d'au moins huit stades, soit approximativement 1 500 mètres. Miltiade décide Callimaque le Polémarque à étendre la ligne des soldats grecs. Il dispose les troupes des deux tribus situées au centre du dispositif (les Léontides commandés par Thémistocle et les Antiochides commandés par Aristide) sur quatre rangs, tandis que les autres tribus sur les flancs restent sur huit rangs,. En effet, la grande force des phalanges grecques est leur impact frontal, capable de disloquer les lignes de fantassins adverses ; en revanche, elles sont peu manœuvrantes, et très vulnérables sur les flancs : il est donc crucial pour les Grecs, qui sont en infériorité numérique, de ne pas se faire déborder, en particulier par la cavalerie perse. Il est donc impératif, d'une part d'élargir le front, et d'autre part, que les phalanges latérales soient plus puissantes, pour faire reculer les ailes ennemies, et ainsi envelopper le centre perse, où se trouvent les meilleures troupes. Certains commentateurs ont même suggéré que le recul du centre grec était volontaire, pour faciliter cette manœuvre, mais Lazenby modère ces considérations, car ce serait supposer que les stratèges grecs antiques pensaient comme les stratèges contemporains, mais aussi que cela suppose un niveau d'entraînement, que n'avaient pas les hoplites.

### Déclenchement

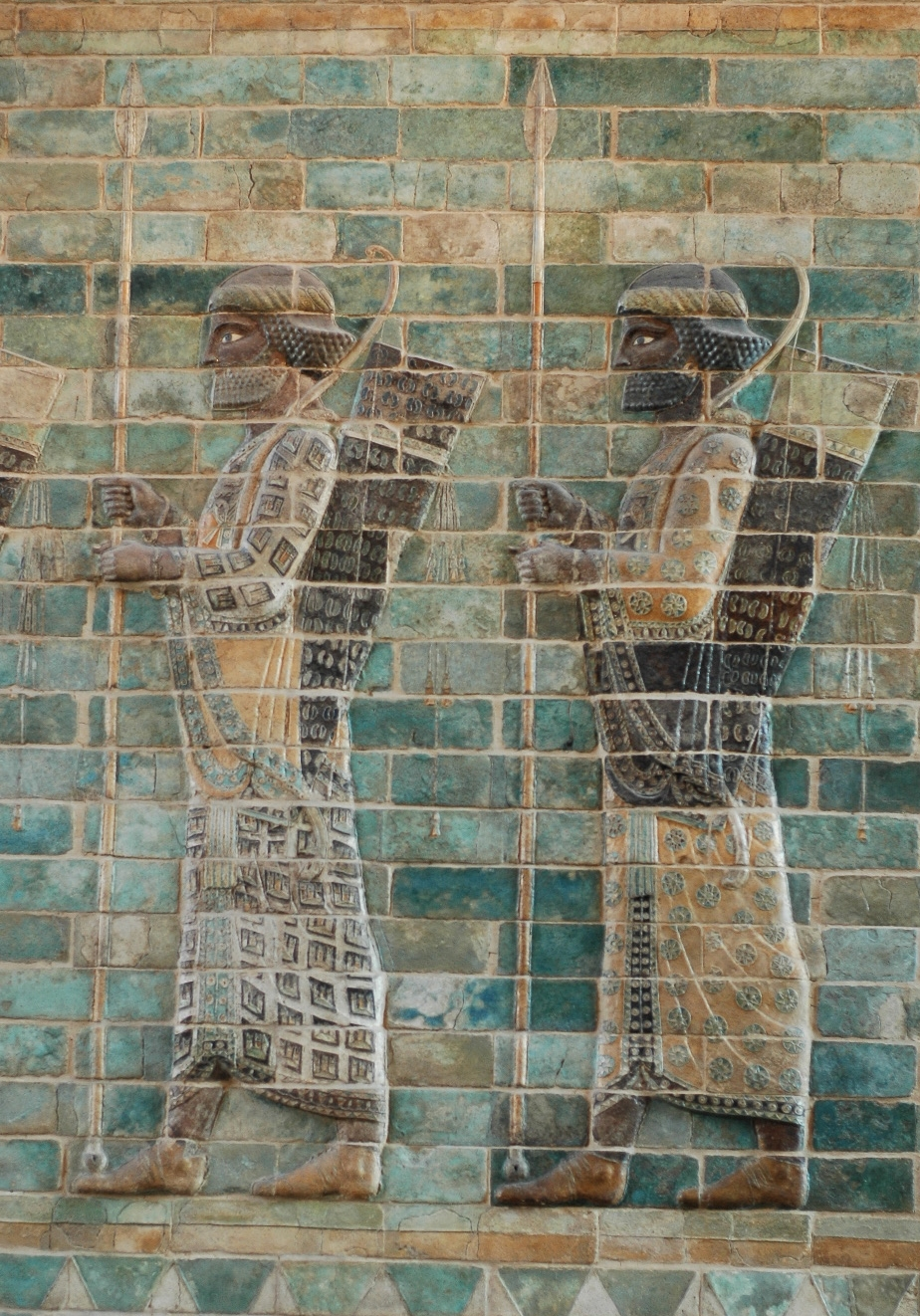
Archers de l'infanterie perse (détail de la frise des archers du palais de Darius à Suse. Briques siliceuses à glaçure, vers 510 av. J.-C.).

Dans ces conditions, où chaque armée est sur la défensive, il est difficile de savoir ce qui déclenche la bataille. Dans toutes les hypothèses, un mouvement perse le cinquième jour, après le débarquement, aurait poussé les Grecs à passer à l'attaque.
D'après Hérodote, Miltiade veut attaquer les Perses le plus tôt possible. Cependant, alors que les autres stratèges lui donnent le commandement, chaque jour, il attend, malgré tout, le jour que le sort lui a désigné. Ce passage d'Hérodote pose problème : pourquoi attaquer avant l'arrivée des Spartiates ? Et pourquoi, dans ce cas, attendre ? Selon Lazenby, Hérodote pourrait avoir cru que Miltiade était impatient d'attaquer, et aurait imaginé le système du commandement tournant, dont on n'a pas de preuves réelles, pour justifier le délai entre l'arrivée des Athéniens, et le début de la bataille.
Hérodote est cependant très clair : ce sont les Grecs qui chargent l'armée perse. Il est probable qu'un changement dans l'équilibre des forces les ait poussés à passer à l'attaque. Ce changement peut avoir été le rembarquement de la cavalerie perse, qui fait disparaître leur principal désavantage, les phalanges grecques étant très vulnérables à une attaque de flanc par des unités de cavalerie, qui les obligerait à se disloquer, devenant ainsi vulnérables à une infanterie légère, moins coordonnée, mais très supérieure en nombre. Cette hypothèse s'appuie sur le fait qu'il n'y a aucune mention de cavalerie dans Hérodote, tandis que la Souda précise bien : « χωρίς ἰππεῖς » (« sans cavalerie »). Cette théorie est renforcée par l'hypothèse d'un rembarquement d'une partie de l'armée perse, dont la cavalerie part pour attaquer Athènes, tandis que le reste de l'infanterie fixe les hoplites à Marathon. Ce rembarquement est évoqué dans Hérodote, mais chronologiquement après la bataille. Si l'on considère qu'il aurait pu avoir lieu avant la bataille, alors, il pourrait l'avoir déclenchée.
Une autre hypothèse est que les Perses ont fini par prendre une position offensive (sur le plan stratégique), obligeant alors les Athéniens à quitter leur position défensive pour une position offensive (sur le plan tactique), et passer à l'attaque. En effet, les archers perses sont une menace pour une troupe statique sur la défensive. L'avantage des hoplites est la mêlée, qui prive les archers de la possibilité de tirer. Mais, dans ce cas, pourquoi les Perses passent-ils à l'attaque, après avoir attendu plusieurs jours ? Deux hypothèses sont avancées : une rumeur aurait annoncé l'arrivée imminente de renforts grecs ; ou simplement, ils se sont lassés du statu quo, et ont attaqué, pour éviter de rester indéfiniment sur la plage.

### Choc
« Emplis d'un torrent de colère, nous sommes allés à leur rencontre en courant avec lance et bouclier, debout, homme contre homme, en nous mordant la lèvre de fureur. Sous la nuée des flèches, on ne pouvait plus voir le soleil. »

— Aristophane, Les Guêpes.

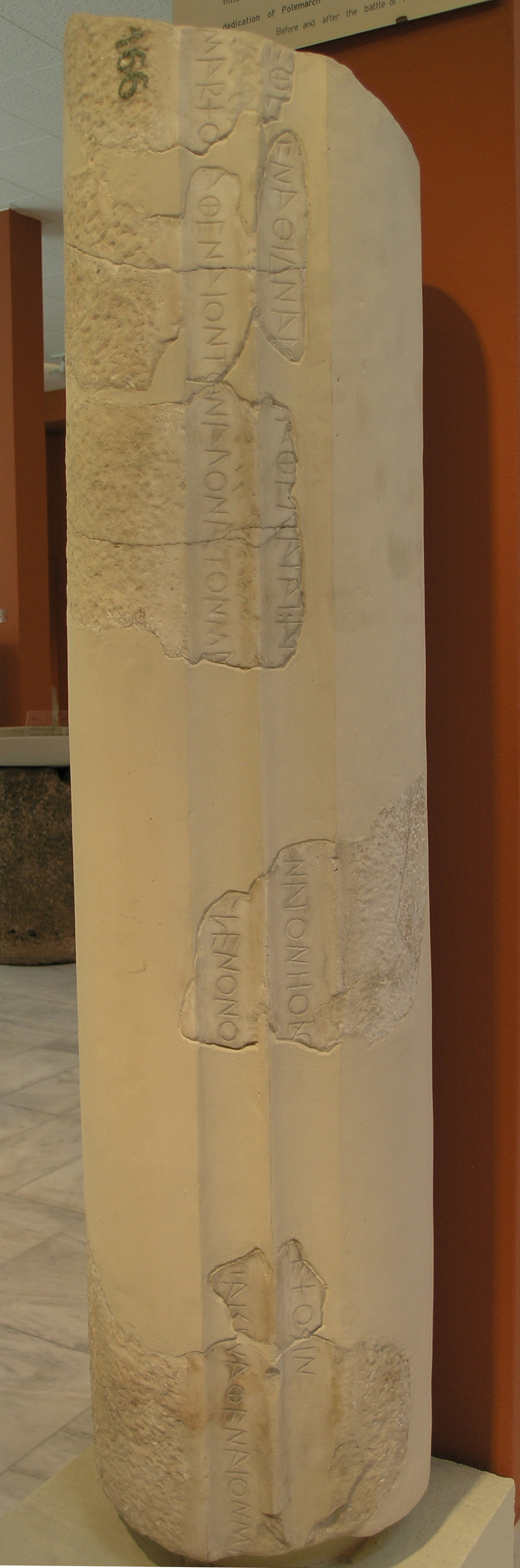
Dédicace d'une colonne par Callimaque le Polémarque, avant et après la bataille de Marathon, 490 av. J.-C. (IGI² 609).

Lorsque la ligne grecque est en place, Miltiade donne un simple ordre : « À l'attaque ». D'après Hérodote, les Grecs courent toute la distance qui les sépare des Perses en hurlant leur cri de guerre : « Ελελευ ! Ελελευ ! ». C'est cependant douteux ; l'armure complète, au moins 20 kg, est bien trop lourde. Cette course est donc une marche rapide, en rangs serrés, qui s'accélère en une charge sur les derniers 100 mètres afin d'arriver à pleine vitesse sur l'ennemi. Cette tactique présente l'avantage de subir moins longtemps les flèches des archers perses, dont la limite de portée est estimée à 200 mètres. Hérodote suggère que c'est la première fois qu'une armée grecque court vers son adversaire. C'est peut-être parce que c'est la première fois qu'elle affronte un ennemi avec une telle puissance archère. Selon Hérodote, cela surprend les Perses pour qui cette charge des Grecs confine à la folie, car ils n'ont ni cavalerie ni archers. Les Perses sont aussi habitués à ce que leurs adversaires grecs aient peur d'eux et s'enfuient plutôt qu'ils ne s'avancent.
Les Grecs protégés par leurs armures, traversent sans encombre les volées de flèches perses, et percutent la ligne ennemie. Les Perses sont surpris, ils s'attendaient à ce que leurs adversaires soient des cibles faciles et donc facilement arrêtées dans leur progression. Le choc de la phalange des hoplites est dévastateur : les hoplites étant tous en contact via leurs lances et leurs épaules, il faut considérer la masse totale de la phalange et son énergie cinétique, car elle arrive à pleine vitesse. L'énergie cumulée par la phalange est telle que l'impact renverse les fantassins adverses,,. Dans les combats entre Grecs, les boucliers s'entrechoquent et les lances rencontrent les armures de bronze. Là, les Perses n'ont ni véritable armure, ni véritable bouclier. Ils n'ont pratiquement que leur peau à opposer au « blindage » grec et ils n'ont pas grand chose qui puisse pénétrer le mur de boucliers.
Les flancs grecs dispersent facilement les troupes qui leur sont opposées, car elles sont constituées de troupes éparses, levées dans l'empire, ou d'Ioniens peu motivés, et donc plus faibles que le centre. Elles se débandent et remontent dans la panique à bord des navires. Le centre résiste mieux, car il est composé de troupes d'élite (les Immortels entre autres), voire enfonce à son tour le centre grec, qui n'est qu'une ligne mince d'hoplites, jusqu'à ce que les flancs grecs réussissent à l'envelopper. En effet, les troupes grecques disposées sur les ailes renoncent à poursuivre les troupes perses en déroute et se rabattent sur le centre de l'armée perse, en une parfaite manœuvre de tenaille. Là, le centre perse cède, et se replie en désordre vers les navires, poursuivi par les Grecs. Les Grecs les massacrent jusque dans l'eau. Dans la confusion, les Athéniens perdent plus d'hommes qu'au moment du choc entre les deux armées. Des soldats perses fuient vers les marais, où ils se noient,.
Les Athéniens réussissent à capturer sept navires perses, tandis que les autres parviennent à s'enfuir. Hérodote raconte que Cynégire, frère d'Eschyle, aurait attrapé une trière perse et aurait essayé de la tirer sur la plage quand un membre d'équipage perse lui aurait coupé la main et l'aurait tué.

## Course vers Athènes
Après cette victoire, les Grecs doivent prévenir une seconde offensive perse, avec l'attaque des meilleurs éléments de l'armée, qui avaient rembarqué après la bataille selon Hérodote, avant celle-ci selon les historiens contemporains. Les Léontides et les Antiochides, les tribus placées au centre et qui ont le plus souffert, restent sur le champ de bataille, commandées par Aristide.
La flotte perse a besoin d'une dizaine d'heures pour doubler le cap Sounion et atteindre Phalère. Par une marche forcée de sept ou huit heures, avec une bataille dans les jambes, les hoplites grecs arrivent juste avant la flotte ennemie. Les Perses, voyant l'échec de la manœuvre, renoncent à débarquer. Ce succès marque la fin de la première guerre médique.
Quelques jours plus tard, les renforts spartiates (2 000 hoplites) arrivent et ne peuvent que constater la victoire des Athéniens et des Platéens, qui n'ont pas attendu les renforts péloponnésiens,,.

## Bilan militaire

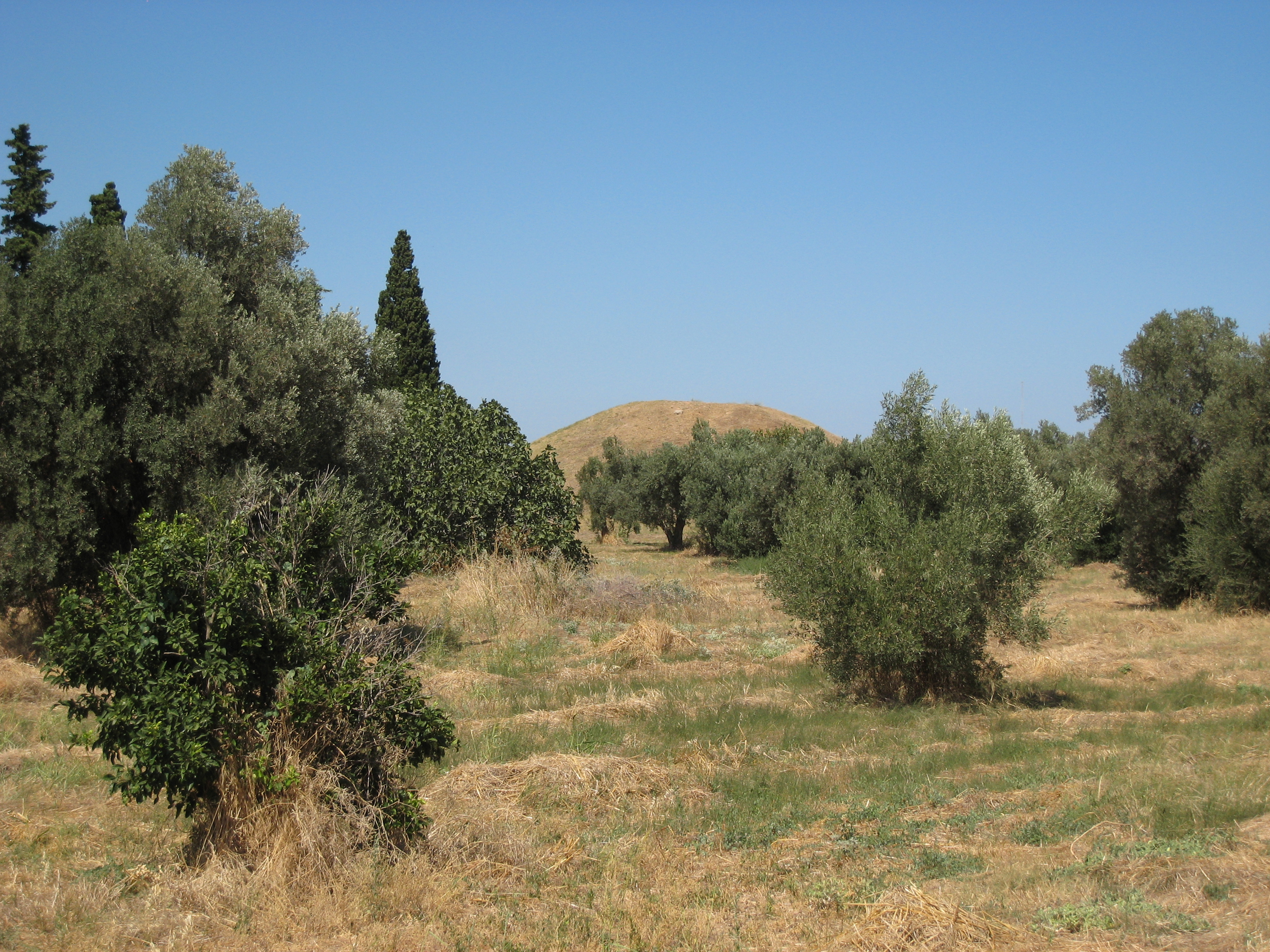
Tertre funéraire pour les 192 soldats athéniens morts lors de la bataille de Marathon.

Hérodote estime que 6 400 corps perses ont été comptés sur le champ de bataille, et que le nombre de disparus dans les marais n'est pas connu. Sept navires ont de plus été capturés. Il donne un bilan de 192 morts athéniens et 11 Platéens[source insuffisante].
Callimaque et le stratège Stésiléos font partie des morts grecs. Il semblerait que la tribu des Aiantides ait payé le plus lourd tribut. Datis est également tué, selon Ctésias, en fuite d'après Hérodote. Une telle différence n'a rien d'extraordinaire, même si le nombre des pertes perses est vraisemblablement exagéré : on constate fréquemment, dans les diverses batailles les opposant aux peuples d'Asie, que les Grecs de l'époque ont un tué pour vingt à trente morts dans les armées orientales.

## Conséquences, retentissements et exploitations

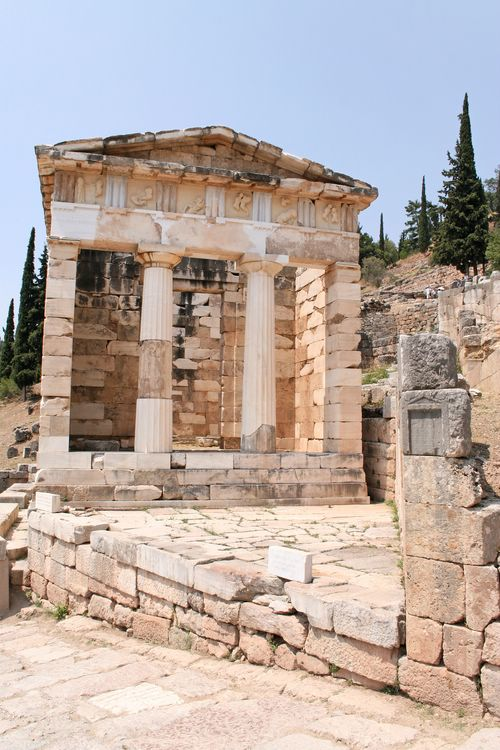
Le Trésor des Athéniens à Delphes.

Un honneur spécial est décerné aux morts de Marathon qui sont enterrés, là où ils sont tombés et non au cimetière du Céramique. Simonides compose le distique élégiaque, gravé sur la tombe.
Vers 485 av. J.-C., Athènes fait ériger à Delphes un temple commémoratif, le Trésor des Athéniens, sur la pente qui mène au temple d'Apollon. Plus tard, des représentations de la bataille sont réalisées à Athènes : Pausanias mentionne une peinture de celle-ci sur un portique de l'agora, et il est possible que le relief représentant un combat entre Grecs et Perses sur le côté sud du temple d'Athéna Niké de l'Acropole présente cette bataille. Une inscription grecque, retrouvée dans les possessions d'Hérode Atticus commémorait la bataille, et indiquait la liste des soldats tombés au combat.
La bataille de Marathon devient un symbole pour les Grecs, et confère un grand prestige à Athènes. La propagande et les diplomates athéniens utilisent cette victoire,pour justifier leur hégémonie sur le monde grec. Selon Thucydide, les Athéniens se vantent d'avoir vaincu les Perses, sans l'aide d'aucune autre cité, en 490 av. J.-C. pour mieux s'imposer aux Spartiates, considérés jusque-là comme la plus grande puissance du monde grec.
De façon générale, Marathon est une justification idéologique du pouvoir athénien, en particulier lors de la fondation de la ligue de Délos en 472 av. J.-C., et de la transformation de cette alliance en un véritable empire, soumettant ses alliés à un tribut. Par conséquent, les autres événements de la première guerre médique, les victoires perses, la participation des autres Grecs et en particulier celle des Platéens, sont complètement éliminées de la mémoire athénienne.
Ses futurs dirigeants, Aristide, Miltiade et Thémistocle, obtiennent leur « capital politique » à cette occasion. La génération des « combattants de Marathon » (les Marathonomaques) devient une référence, en particulier pour les milieux conservateurs et traditionalistes : en -426, un personnage des Nuées d'Aristophane, vantant le système éducatif qu'il défend, conclut « c'est grâce à ces vieilleries-là, que les guerriers de Marathon furent formés ».
La guerre et les armes ont un rôle politique et social dans la société grecque antique : la cavalerie est l'arme de l'aristocratie, les petits propriétaires constituent la base de la phalange, les plus pauvres qui n'ont pas les moyens de financer leur équipement servent dans la marine. Marathon est donc aussi la victoire d'un nouveau système politique, la démocratie et ses citoyens-soldats que sont les hoplites, puisque l'ancien tyran Hippias a dû repartir en exil avec les Perses et que jamais sa famille, les Pisistratides, ne put ensuite reprendre le pouvoir. La victoire consacre les nouvelles institutions, elle signifie que les dieux leur sont favorables.
L'idéologie a évolué lorsque près d'un siècle plus tard, les opposants à la démocratie comme Platon exaltent les hoplites de Marathon, symboles d'un régime modéré, pour mieux dénigrer la victoire de Salamine, obtenue lors de la seconde guerre médique par les hommes des trières, symboles de la démocratie ouverte à tous, et de l'impérialisme athénien coupable à leurs yeux d'avoir provoqué la guerre du Péloponnèse et la défaite de -404 contre Sparte. Ce clivage est cependant une relecture partisane postérieure, car tout au long du Ve siècle av. J.-C. les hoplites sont tout autant que les marins des partisans de la démocratie et de l'hégémonie athénienne.
Pour les Perses, il s'agit surtout d'un débarquement manqué et un revers mineur dans une expédition qui a largement atteint ses objectifs, en soumettant la mer Égée au pouvoir de Darius Ier. La réaction du grand roi à cette défaite est d'emblée de préparer sa revanche et une nouvelle expédition.
Mais une révolte éclate alors en Égypte, dirigée par le satrape Aryandès, et occupe les derniers mois du règne de Darius. Celui-ci meurt en 486 av. J.-C. et son fils Xerxès Ier lui succède.

## Commémoration moderne de la bataille

### Instrumentalisation de l'Histoire

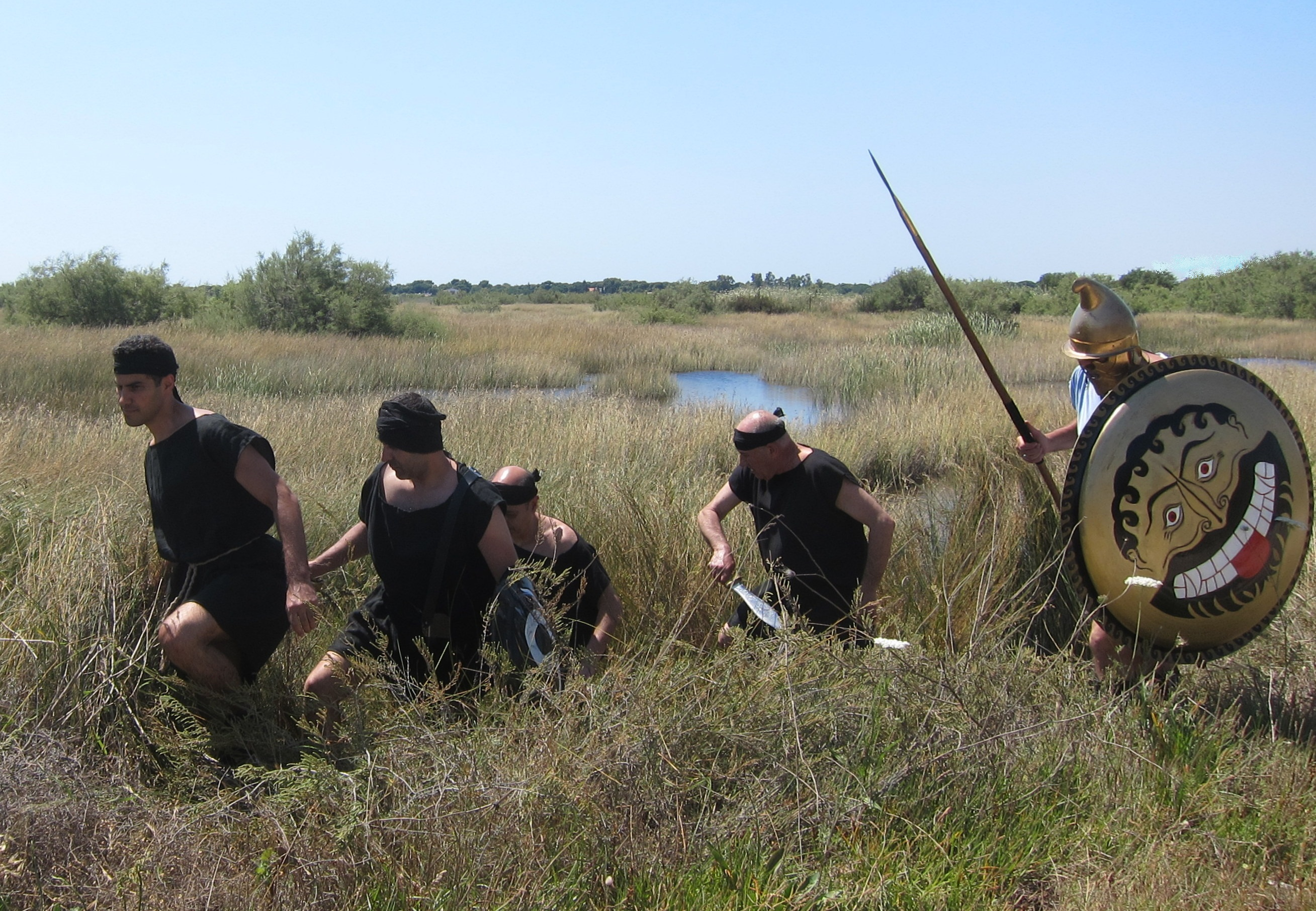
Reconstitution moderne de la bataille au sein du parc national de Schiniás-Marathon.

Le symbole des Athéniens, peu nombreux, sauvant la civilisation, face à une horde de barbares, a été repris à des fins politiques ou nationalistes dans l'histoire contemporaine.
Les révolutionnaires français comparent la bataille de Valmy à Marathon, les Perses devenant les Prussiens et les Autrichiens, Hippias Louis XVI. Les Espagnols s'identifient aux Athéniens, laissant le rôle de Darius à Napoléon. Les alliés de la Première Guerre mondiale comparent la bataille de la Marne à Marathon, car elle a « sauvé la civilisation ».
Les Grecs modernes ont souvent eu recours à Marathon : les Turcs sont les Perses, d'abord au cours de la guerre d'indépendance grecque, puis par la propagande de la dictature des colonels qui organisa une reconstitution de la bataille, filmée pour la télévision. Le nationalisme grec place régulièrement le conflit gréco-turc dans le cadre mythique d'un affrontement millénaire entre Europe et Asie.

### La course

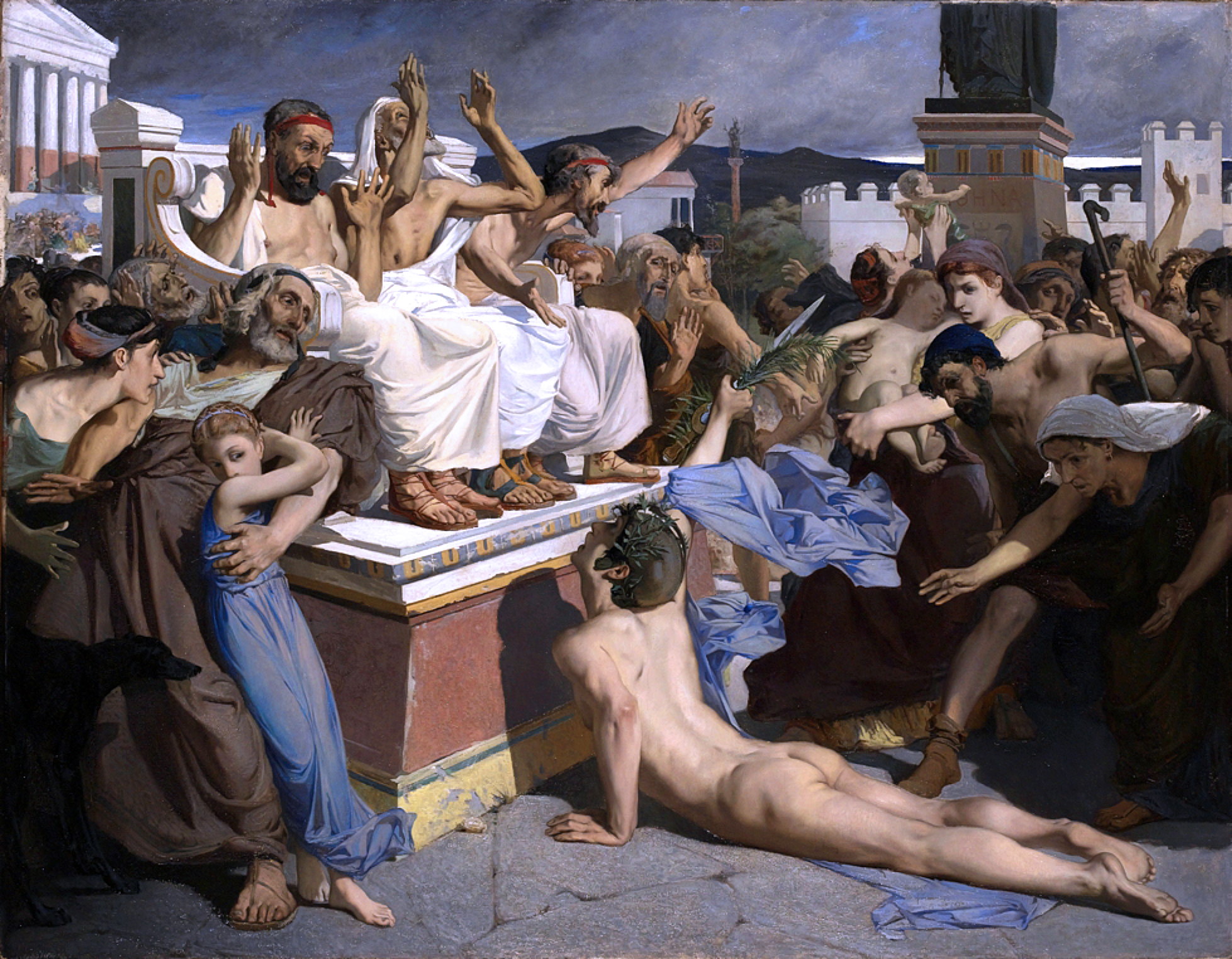
Peinture de l'arrivée de Phidippidès à Athènes par Luc-Olivier Merson, 1869.

La course du marathon a été inventée par l'académicien Michel Bréal pour les épreuves des Jeux olympiques de 1896 à Athènes. Cet ami de Pierre de Coubertin lui suggère, dès le congrès pour la restauration des Jeux Olympiques de 1894, et pendant tous les jeux olympiques ultérieurs, d'organiser une « course de Marathon » comme il dit alors, entre le site de la bataille au bord de la mer et la Pnyx. Il se propose même d'offrir une coupe en argent au vainqueur.
La course est fondée sur les légendes entourant la bataille de Marathon. La tradition rapporte deux exploits : celui d'Euclès, envoyé de Marathon à Athènes pour annoncer la victoire, et qui serait mort d'épuisement à l'arrivée, après quelques heures de course, et celui de Phidippidès qui parcourut 240 kilomètres pour prévenir les Spartiates que les Perses avaient débarqué à Marathon.
Quelle que soit l'historicité de ces épisodes, l'exploit sportif ici est collectif avec la marche forcée vers Athènes des hoplites athéniens, juste après leur victoire à Marathon, afin d'empêcher le débarquement perse à Phalère. C'est cette marche que Bréal décide de commémorer. Deux routes s'offrent alors pour le parcours, comme elles s'étaient offertes aux hoplites. La route directe passe par les montagnes, Kephissia et Maroussi. Elle est plus courte, mais plus difficile. Une route plus longue longe la mer par Rafína et contourne le Pentélique. Cette dernière, jugée plus probable pour les hoplites antiques, est choisie pour la « course de Marathon » de 1896. C'est aussi celle du marathon d'Athènes annuel et des Jeux olympiques d'été de 2004.
En 1982, des officiers de la Royal Air Force décident de vérifier si l'affirmation hérodotéenne de la course de Phidippidès est plausible, principalement son arrivée à Sparte « le lendemain ». Cette année-là, la distance (150 miles ; 246 km) est couverte par John Foden en 37 heures et 37 minutes. L'année suivante, pour la première édition du Spartathlon, le Grec Yánnis Koúros met 21 heures et 53 minutes (en 1984, il établit le record à 20 heures et 25 minutes). La plausibilité du texte d'Hérodote est donc établie.

### Numismatique
- En 2010, une pièce commémorative de 2 euros a été mise en circulation par la Grèce pour fêter le 2 500e anniversaire de la bataille de Marathon[114].

## Films
- Un film italien de Jacques Tourneur de 1959 évoque cette bataille : La Bataille de Marathon.
- La bataille de Marathon est également illustrée dans une séquence du film 300 : La Naissance d'un empire par Noam Murro.

#### Sources anciennes
- Hérodote, Histoires [détail des éditions] [lire en ligne], Ve siècle av. J.-C.
- Ctésias, Persica [détail des éditions], Ve siècle av. J.-C.
- Diodore de Sicile, Bibliothèque historique [détail des éditions] [lire en ligne], Ier siècle av. J.-C.
- Pausanias, Description de la Grèce [détail des éditions] [lire en ligne], IIe siècle.

#### Études contemporaines
- Marie-Françoise Baslez, Histoire politique du monde grec antique, Armand Colin, 2010.
- Pierre Briant, Histoire de l'Empire perse. De Cyrus à Alexandre, Fayard, 1996, 1247 p.
- Patrice Brun, La Bataille de Marathon, Paris, Éditions Larousse, 2009, 223 p. (ISBN 978-2-03-584829-1).
- (en) Detlev Fehling, Herodotus and His “Sources” : Citation, Invention, and Narrative Art., Leeds, Francis Cairns, 1989, 286 p. (ISBN 978-0-905205-70-0).
- (de) Hans W. Giessen, Mythos Marathon : Von Herodot über Bréal bis zur Gegenwart., Landau, Verlag Empirische Pädagogik, 2010, 148 p. (ISBN 978-3-941320-46-8).
- Peter Green (trad. de l'anglais), Les Guerres médiques, Paris, Librairie Jules Tallandier, 2008, 446 p. (ISBN 978-2-84734-390-8).
- Victor Davis Hanson, Les Guerres grecques : 1400 - 146 av. J.C., Paris, Autrement (réimpr. 2000) (1re éd. 1999), 223 p. (ISBN 978-2-86260-972-0 et 2-86260-972-2).
- (en) Tom Holland, Persian Fire : The First World Empire and the Battle for the West, New York, Abacus, 2006, 448 p. (ISBN 0-385-51311-9).
- (en) J. F. Lazenby, The Defence of Greece : 490-479 BC, Warminster, Aris & Phillips Ltd, 1993, 294 p. (ISBN 978-0-85668-591-0).
- Edmond Lévy, La Grèce au Ve siècle : de Clisthène à Socrate, Paris, Points Seuil, 1997, 313 p. (ISBN 978-2-02-013128-5).
- Xénophon (trad. Pierre Chambry), Les Mémorables : Xénophon, Œuvres complètes, Flammarion, 1967.
- (en) Michael LLewellyn Smith, Olympics in Athens. 1896 : The Invention of the Modern Olympic Games, Londres, Profile Books, 2004, 290 p. (ISBN 1-86197-342-X).
- (en) Alan Lloyd, Marathon : The Crucial Battle That Created Western Democracy, Souvenir Press, 2004, 210 p. (ISBN 0-285-63688-X).